# Oligacanthorhynchus erinacei
Oligacanthorhynchus erinacei är en hakmaskart som först beskrevs av Rudolphi 1793.  Oligacanthorhynchus erinacei ingår i släktet Oligacanthorhynchus och familjen Oligacanthorhynchidae. Inga underarter finns listade i Catalogue of Life.